# Russei Keo
Sen Sok é um dos nove distritos (Khan) da cidade de Phnom Penh, capital do Camboja. O distrito está ao norte e noroeste de Phnom Penh, abrangendo todos os subúrbios dessas regiões. É o segundo maior distrito de Phnom Penh e cobre uma área de 105,56 km². É subdividido em 12 Sangkats e 67 Kroms. De acordo com o censo do Camboja de 1998, tinha uma população de 180.076 habitantes.